# TPD52L2
TPD52L2 (англ. Tumor protein D52 like 2) – білок, який кодується однойменним геном, розташованим у людей на короткому плечі 20-ї хромосоми. Довжина поліпептидного ланцюга білка становить 206 амінокислот, а молекулярна маса — 22 238.
| 10         |  | 20         |  | 30         |  | 40         |  | 50         |
| ---------- |  | ---------- |  | ---------- |  | ---------- |  | ---------- |
| MDSAGQDINL |  | NSPNKGLLSD |  | SMTDVPVDTG |  | VAARTPAVEG |  | LTEAEEEELR |
| AELTKVEEEI |  | VTLRQVLAAK |  | ERHCGELKRR |  | LGLSTLGELK |  | QNLSRSWHDV |
| QVSSAYVKTS |  | EKLGEWNEKV |  | TQSDLYKKTQ |  | ETLSQAGQKT |  | SAALSTVGSA |
| ISRKLGDMRN |  | SATFKSFEDR |  | VGTIKSKVVG |  | DRENGSDNLP |  | SSAGSGDKPL |
| SDPAPF     |  |            |  |            |  |            |  |            |

A: Аланін

C: Цистеїн

D: Аспарагінова кислота

E: Глутамінова кислота

F: Фенілаланін

G: Гліцин

H: Гістидин

I: Ізолейцин

K: Лізин

L: Лейцин

M: Метіонін

N: Аспарагін

P: Пролін

Q: Глутамін

R: Аргінін

S: Серин

T: Треонін

V: Валін

W: Триптофан

Кодований геном білок за функцією належить до фосфопротеїнів. 
Задіяний у таких біологічних процесах, як ацетилювання, альтернативний сплайсинг.